# 퍼 싸오

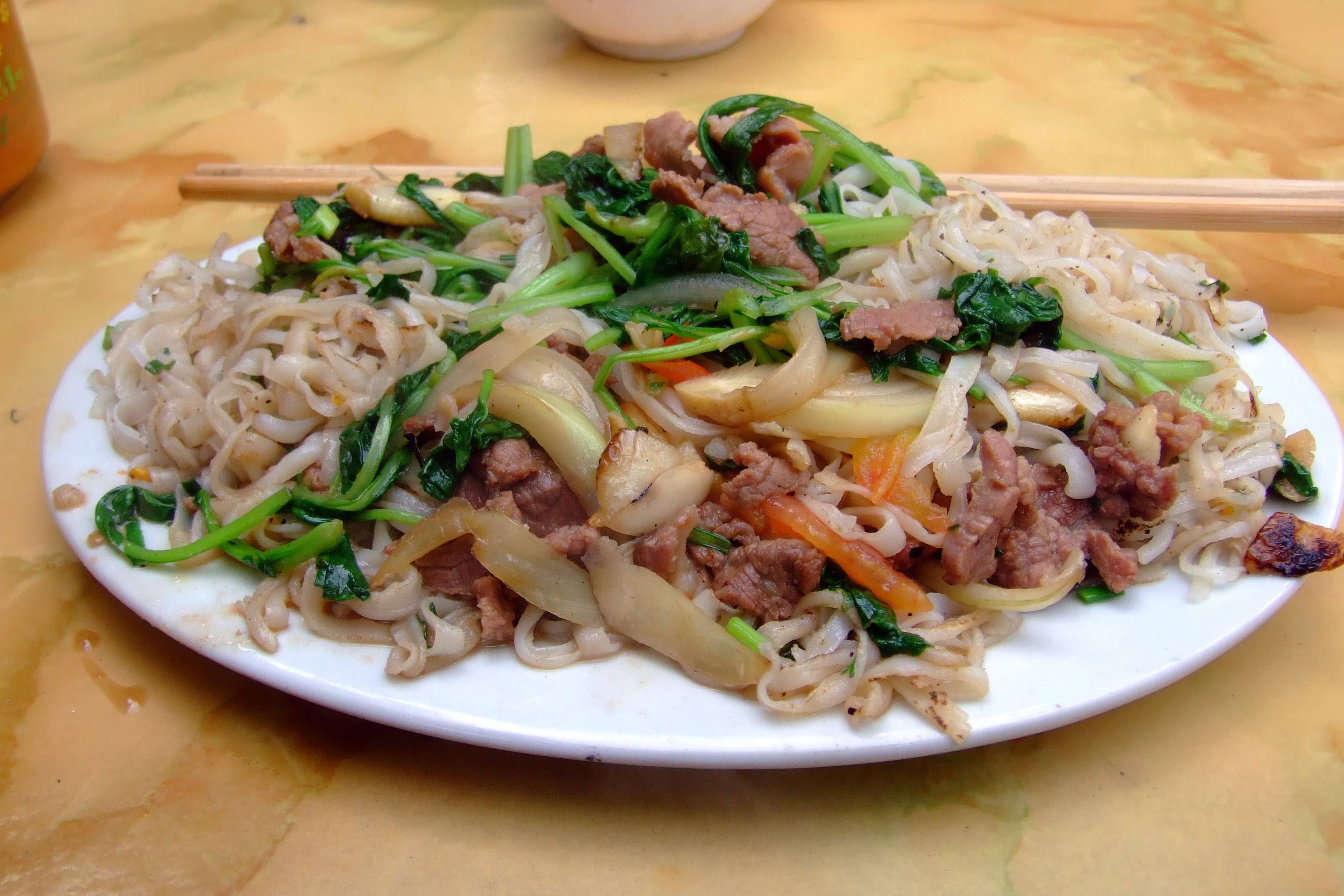
퍼 싸오

퍼 싸오(베트남어: phở xào)는 베트남의 국수 요리이다. 국물 없이 볶음국수 형태로 조리한 퍼이며, 베트남어 "싸오(xào)"는 "볶다"라는 뜻이다. 일반적인 퍼와 마찬가지로 쇠고기나 닭고기 버전이 흔하다. 다른 부재료로는 청경채, 가이란, 숙주나물, 당근, 양파 등 채소가 쓰이며, 양념에는 마늘, 굴소스, 간장, 느억 맘(어장), 후추 등이 들어간다.

## 같이 보기
- 곤차우응아우호
- 차 퀘티아우
- 팟 시이우